# Condecorações civis do Brasil
As condecorações civis do Brasil, são medalhas e ordens de mérito destinadas a civis e militares (tendo em vista que fora de exercício os mesmos também são considerados civis), brasileiros ou estrangeiros,  que pela percepção do outorgador, mereçam receber tal condecoração. Normalmente as condecorações estão vinculadas a algum ato ou serviço prestado à nação que tenha auxiliado em uma crise, um reconhecimento internacional ou a manutenção cultural do país.

## Ordens de mérito
| Barreta ou fita                                            | Nome                                                        | Graus existentes                                                       | Outorgador                    | Data de criação        | Finalidade |
| ---------------------------------------------------------- | ----------------------------------------------------------- | ---------------------------------------------------------------------- | ----------------------------- | ---------------------- | --- |
| Ordem do mérito médico.png                                 | Ordem do Mérito Médico                                      | - Grã-Cruz - Grande-Oficial - Comendador(a) - Oficial - Cavaleiro/Dama | Presidência da República      | 14 março de 1950       | Premiar a médicos nacionais e estrangeiros que houverem prestado serviços notáveis ao país ou que se hajam distinguido no exercício da profissão. |
|                                                            | Ordem do Mérito do Trabalho                                 | - Grã-Cruz - Grande-Oficial - Comendador(a) - Oficial - Cavaleiro/Dama | Tribunal Superior do Trabalho | 22 de agosto de 1950   | Premiar a empregadores, empregados, servidores públicos e personalidades nacionais e estrangeiras que, por suas atividades nos campos do trabalho, produção e do bem estar social, especialmente em prol da produtividade, da organização sindical, do justo salário, da colocação de mão de obra, da formação profissional, da higiene, da segurança do trabalho e da previdência social se hajam tornado merecedores do reconhecimento nacional. |
| BRA Ordem Nacional do Mérito Educativo - Cavaleiro.png     | Ordem Nacional do Mérito Educativo                          | - Grã-Cruz - Grande-Oficial - Comendador(a) - Oficial - Cavaleiro/Dama | Ministério da Educação        | 28 de outubro de 1955  | Premiar personalidades nacionais e estrangeiras que se tenham distinguido por excepcionais serviços prestados à Educação. |
| Ordem do Mérito Judiciário do Trabalho (Brasil).png        | Ordem do Mérito Judiciário do Trabalho                      | - Grã-Cruz - Grande-Oficial - Comendador(a) - Oficial - Cavaleiro/Dama | Tribunal Superior do Trabalho | 11 de novembro de 1970 | Premiar personalidades civis e militares, nacionais ou estrangeiras, que tenham se distinguido no exercício de suas profissões e se constituído em exemplo para a coletividade, bem como as pessoas que, de qualquer modo, hajam contribuído para o engrandecimento do país |
|                                                            | Ordem do Mérito Desportivo Universitário                    | - Grã-Cruz - Grande-Oficial - Comendador(a) - Oficial - Cavaleiro/Dama | Presidência da República      | 5 de agosto de 1962    | Premiar a pessoas nacionais ou estrangeiras que houverem prestado notáveis serviços aos desportos universitários, ou se tiverem distinguido excepcionalmente como atletas universitários ou dirigentes e atividades desportivas universitárias. |
| BRA Ordem do Mérito das Comunicações.png                   | Ordem do Mérito das Comunicações Jornalista Roberto Marinho | - Grã-Cruz - Grande-Oficial - Comendador(a) - Oficial - Cavaleiro/Dama | Presidência da República      | 15 de março de 1982    | Premiar personalidades brasileiras e estrangeiras como forma de reconhecer seus serviços relevantes prestados às comunicações. |
| Order of Cultural Merit - Knight (Brazil) - ribbon bar.png | Ordem do Mérito Cultural                                    | - Grã-Cruz - Comendador(a) - Cavaleiro/Dama                            | Presidência da República      | 23 de dezembro de 1991 | Premiar personalidades brasileiras e estrangeiras como forma de reconhecer suas contribuições à cultura do Brasil |

## Medalhas
| Barreta ou fita                                                     | Nome                                                 | Graus existentes                        | Outorgador                                       | Data de criação        | Finalidade |
| ------------------------------------------------------------------- | ---------------------------------------------------- | --------------------------------------- | ------------------------------------------------ | ---------------------- | --- |
| Medalha do mérito Mauá.png                                          | Medalha do Mérito Mauá                               | - Entidade Membro - Comendador          | Presidência da República                         | 7 de janeiro de 1965   | Premiar todos aqueles que, de forma determinante, tenham contribuído para o desenvolvimento e progresso do Setor Transporte. |
|                                                                     | Medalha do Mérito Histórico Militar Terrestre        | - Comendador - Oficial - Cavaleiro/Dama | Academia de História Militar Terrestre do Brasil | 25 de Agosto de 2003   | Premiar civis, militares, nacionais e estrangeiros e entidades que apoiam a academia nas suas atividades meio e fim, no reconhecimento do seu patrono e na contribuição para a o progressivo desenvolvimento da História Militar Terrestre do Brasil.                                                                                               |
|                                                                     | Medalha Mietta Santiago                              | - Grau único                            | Câmara dos Deputados do Brasil                   | 3 de abril de 2017     | Premiar pessoas, instituições e campanhas por iniciativas relevantes ao poder feminino da nação brasileira. |
| Barreta da Medalha da Ordem do Mérito Conselheiro Thomaz Coelho.png | Medalha da Ordem do Mérito Conselheiro Thomaz Coelho | - Grau único                            | Instituto dos Docentes Militares                 | 18 de abril de 1898    | Premiar civis e militares que se destacaram intelectualmente e disciplinarmente em seus cursos de formação ou em reconhecimento pela sua dedicação, competência profissional e relevantes serviços prestados à Sociedade. |
|                                                                     | Medalha do Mérito Soldado Luís Pedro de Souza Gomes  | - Grau único                            | Força Nacional                                   | 11 de dezembro de 2018 | Premiar profissionais que, no exercício da atividade operacional, ou em razão da função, tenham prestado notáveis e excepcionais contribuições à Força Nacional |
|                                                                     | Medalha do Mérito Oswaldo Cruz                       | - Ouro - Prata - Bronze                 | Presidência da República                         | 31 de julho de 1970    | Premiar pessoas nacionais e estrangeiras que, no campo das atividades científicas, educacionais, culturais e administrativas relacionadas com a higiene e a saúde pública em geral, se hajam distinguido de forma notável ou relevante, e tenham contribuído, direta ou indiretamente, para o bem-estar físico e mental da coletividade brasileira. |

## Estaduais
| Barreta ou fita                             | Nome                                                                | Graus existentes                                                                      | Outorgador                                             | Ano de criação | Finalidade |
| ------------------------------------------- | ------------------------------------------------------------------- | ------------------------------------------------------------------------------------- | ------------------------------------------------------ | -------------- | --- |
|                                             | Medalha Virtude Samaritana                                          | Grau único                                                                            | Governo do Estado de São Paulo                         | 2023           | Reconhecer personalidades civis, militares e Instituições que tenham contribuído para a PAULISERV SP e ao engrandecimento do Estado de São Paulo, seja referente a área da Segurança Pública e/ou demais setores que beneficiam o Povo Paulista.                 |
|                                             | Medalha de Mérito Histórico Farroupilha                             | - Grau único                                                                          | Instituto de História e Tradições do Rio Grande do Sul | 2004           | Premiar militares, civis e entidades que apoiam o Instituto nas suas atividades, meios e fins, ou que contribuam para a construção e consolidação da história e das tradições do Rio Grande do Sul.                                                              |
| Medalha do mérito farroupilha.png           | Medalha do Mérito Farroupilha                                       | - Grau único                                                                          | Assembleia Legislativa do Rio Grande do Sul            | 1995           | Premiar pessoas que contribuíram para o desenvolvimento econômico, social e cultural do estado. |
|                                             | Medalha Negrinho do Pastoreio                                       | - Grau único                                                                          | Governo do estado do Rio Grande do Sul                 | 1972           | Premiar personalidades que prestam relevantes serviços em favor da pessoa humana, os direitos humanos e do estado e da pátria. |
|                                             | Medalha Simões Lopes Neto                                           | - Grau único                                                                          | Governo do estado do Rio Grande do Sul                 | 1972           | Premiar personalidades que se distinguiram em atividades culturais, tais como artes, letras, ciências, educação, bem como na magistratura e no magistério. |
|                                             | Cidadão Benemérito da Liberdade e da Justiça Social João Mangabeira | - Grau único                                                                          | Assembleia Legislativa do Estado da Bahia              | 1993           | Premiar brasileiros dedicados às causas nobres, humanas e sociais que tenham resultado no desenvolvimento político e socioeconômico do Brasil, melhorando significativamente a vida das pessoas.                                                                 |
| Medalha governador Pedro de Toledo.png      | Medalha Governador Pedro de Toledo                                  | - Grau único                                                                          | Governo do Estado de São Paulo                         | 1972           | Premiar personalidades civis e militares, nacionais e estrangeiras por seus méritos e serviços de excepcional relevância prestados ao culto da Epopeia Cívica de 9 de Julho de 1932 e a São Paulo                                                                |
| Ordem do Ipiranga.png                       | Ordem do Ipiranga                                                   | - Grau único                                                                          | Governo do Estado de São Paulo                         | 1969           | Premiar cidadãos brasileiros e estrangeiros que prestaram serviços notórios aos paulistas. |
| Medalha da Inconfidência (Minas Gerais).png | Medalha da Inconfidência                                            | - Insígnia - Medalha de Honra - Grande Medalha - Grande Colar                         | Governo do Estado de Minas Gerais                      | 1952           | Premiar personalidades que contribuíram para o prestígio e a projeção mineira. |
| BRA Ordem do Mérito Renascença do Piaui.png | Ordem do Mérito Renascença do Piauí                                 | - Grande Colar - Grã-Cruz - Grande Oficial - Comendador(a) - Oficial - Cavaleiro/Dama | Governador do Estado do Piauí                          | 1973           | Premiar personalidades e entidades nacionais e estrangeiras que tenham se tornado dignas da gratidão, admiração e reconhecimento por parte do povo e do governo do Piauí.                                                                                        |
|                                             | Ordem Estadual do Pinheiro                                          | - Grande Colar - Grã-Cruz - Grande Oficial - Comendador(a) - Oficial - Cavaleiro/Dama | Governo do Estado do Paraná                            | 1972           | Premiar pessoas de destaque, de âmbito estadual ou nacional, nos mais variados setores de atuação, desde políticos e empresarial, até nas ciências, artes ou religião, mas que tenham contribuídos para o desenvolvimento econômico e social do Estado do Paraná |
|                                             | Medalha Tiradentes                                                  | - Grau único                                                                          | Assembleia Legislativa do Estado do Rio de Janeiro     | 1989           | |